# Wonseradeel
Wonseradeel (uitspraakⓘ) (de naam was van 1987 tot 2010 officieel (Fries): Wûnseradiel (uitspraakⓘ)) was een gemeente tussen Workum, Harlingen en Bolsward in de Nederlandse provincie Friesland. De gemeente telde 11.833 inwoners (per 1 januari 2010, bron: CBS) en had een oppervlakte van 320,61 km². Tot de invoering van de Gemeentewet in 1851 was Wonseradeel een grietenij.
Wonseradeel was een echte plattelandsgemeente. Veel mensen werkten in de agrarische sector, die grotendeels uit veeteelt bestond.
In het noorden van Wonseradeel ligt de Waddenzee; aan de westkant het IJsselmeer. De omringende gemeenten waren Harlingen, Franekeradeel, Littenseradeel, Bolsward, Wymbritseradeel, Nijefurd en aan de Afsluitdijk het Noord-Hollandse Wieringen.
In 1987 is de officiële Nederlandse naam van de gemeente gewijzigd in Wûnseradiel. Per 1 januari 2011 is die gemeente gefuseerd met de gemeenten Bolsward, Sneek, Nijefurd en Wymbritseradeel. De naam van de nieuwe gemeente is Súdwest-Fryslân.

## Kernen
De gemeente Wonseradeel telde 55 officiële kernen. De hoofdplaats was Witmarsum.

### Dorpen en gehuchten
Aantal inwoners per woonkern op 1 januari 2009:
Bron: Website gemeente Wonseradeel
* Het CBS noemt het gebied westelijk van de spuien in de Afsluitdijk 'Kornwerderzand', terwijl het eigenlijke Kornwerderzand oostelijk van de spuien ligt. De enige huizen westelijk van de spuien staan midden op de Afsluitdijk bij 'Breezanddijk'. Hier wonen vier mensen (afgerond op tientallen is dat 0). De huizen bij Kornwerderzand vallen in de CBS-indeling onder het buitengebied van Zurich.
Overige officiële kernen:
| - Arkum - Atzeburen - Baarderburen (Baardbuorren) - Baburen - Breezanddijk (Breesândyk) - De Blokken - Dijksterburen (Dyksterbuorren) | - Doniaburen - Eemswoude (Iemswâlde of Ymswâlde) - Engwier - Exmorrazijl (Eksmoarresyl) - Gooium - Grauwe Kat - Harkezijl | - Hayum - Hemert (Himert) - Het Vliet It Fliet - Idserdaburen (Idzerdabuorren) - Jonkershuizen - Jousterp - Kampen | - Kooihuizen - Koudehuizum - Rijtseterp (Rytseterp) - Scharneburen - Strand - Vierhuizen - Wonneburen |

### Voormalige dorpen van Wonseradeel
- Engwier, werd in 1949 bij Makkum gevoegd
- Oldeklooster (Wonseradeel), werd in 1949 bij Bolsward gevoegd.
- Ugoklooster, werd in 1949 bij Bolsward gevoegd.
- Greonterp, werd in 1984 bij de voormalige gemeente  Wymbritseradeel gevoegd.

### Buurtschap
Naast deze officiële kernen bevinden zich in de gemeente nog de volgende buurtschappen:
- Sieswerd (Sydswert)
- Sjungadijk (Sjungadyk)

## Geboren
- Johannes Rijpstra (1889-1944), burgemeester van Zelhem
- Loes Geurts (1986), voetbalster

## Bevolkingsontwikkeling
De inwoneraantallen in de jaren waren:
- 2008 - 11.914
- 2007 - 11.897
- 2006 - 11.891
- 2005 - 11.881
- 2004 - 11.939
- 2003 - 11.931
- 2002 - 11.971
- 2000 - 11.804
- 1974 - 11.729
- 1964 - 12.324
- 1954 - 13.635
- 1880 - 12.863
- 1848 - 9.270
- 1796 - 6.989
- 1714 - 7.483

## Aangrenzende gemeenten
| Aangrenzende gemeenten                      | Aangrenzende gemeenten | Aangrenzende gemeenten | Aangrenzende gemeenten | Aangrenzende gemeenten   |
| ------------------------------------------- | ---------------------- | ---------------------- | ---------------------- | ------------------------ |
| Terschelling (over zee) Vlieland (over zee) |                        | Harlingen              |                        | Franekeradeel            |
|                                             |                        |                        |                        |                          |
| Wieringen (NH)                              | Littenseradeel         |                        |                        |                          |
|                                             |                        |                        |                        |                          |
|                                             |                        | Nijefurd               |                        | Bolsward Wymbritseradeel |